# Azariah dei Rossi

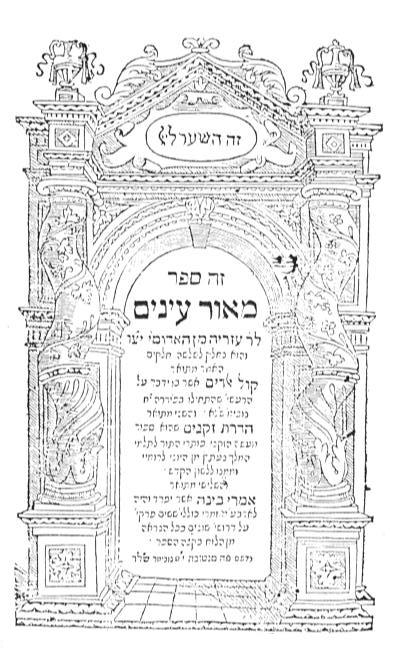
Meor Enaim, 1574.

Azaria(h) dei Rossi ben Moses, född omkring 1511 i Mantua, död där 1578, var en judisk lärd och författare. 
Rossi var en stor kännare av såväl Bibeln, Talmud och hela den medeltida judiska litteraturen som den gamla grekiska och latinska litteraturen, liksom han också var väl bevandrad i dåtidens medicin. Hans huvudverk är Meor Enaim ("Ögonens ljus eller spegel", utgivet 1574 i Mantua, ny utgåva i Vilnius 1866, av David Cassel). Han sammanställer där den judiska traditionen med klassiska och andra källor, något som ådrog honom många angrepp, vilka han besvarade i Mazref la-Kesef. I Meor Enaim finner man bland annat i första delen en beskrivning av jordskalvet i Ferrara den 17 november 1570, i andra delen en översättning av Aristeas brev om Septuagintas uppkomst och i tredje delen olika kronologiska och arkeologiska uppsatser. Rossi var också poet och skrev på hebreiska och arameiska en elegi över hertiginnan Margaritas av Savojen död 1574.